# Isidro Rafael Urien
Isidro Rafael Urien (Buenos Aires, 1841 - Buenos Aires, 29 de febrero de 1892) fue un militar argentino.

## Biografía

### Orígenes familiares
Hijo del coronel Carlos María Urien y de Carmen Leanes. Hermano del escritor e historiador Carlos María Urien Leanes. 
De familia unitaria, sufrió el exilio durante la tiranía de Rosas. Pasó su infancia dentro de las murallas de la Montevideo sitiada. Su padre formaba en la Legión Argentina (prestando servicios en la 4.ª Compañía comandada por el capitán Francisco Sayós) y su madre amasaba "pan de munición", que el hijo mayor, Domingo, repartía a "lomo" a la soldadesca, a buen precio.
Tras la caída de Rosas la familia Urien regresó a Buenos Aires. 

### Datos biográficos
Ingresó al ejército nacional durante la guerra del Estado de Buenos Aires contra la Confederación, prestando servicios en las campañas de Cepeda (1859) y Pavón (1861).
En diciembre de 1865, declarada la guerra del Paraguay, se incorporó como teniente primero al 1° batallón de la 3.ª brigada de la 2.ª División de Buenos Aires, y pasó luego a servir como ayudante de órdenes del coronel Pedro José Agüero.
En 1866 pasó al 2° batallón de la 1.ª brigada de la 1.ª División de Buenos Aires, mandando la compañía de granaderos. Se encontró en el combate de Paso de la Patria (31 de enero de 1866); en la sorpresa de Estero Bellaco (2 de mayo de 1866); en la batalla de Boquerón del Sauce (16, 17 y 18 de julio de 1866); en la batalla de Tuyutí (24 de abril de 1866); y en el asalto de Curupaytí (22 de septiembre de 1866).
En octubre de 1866 fue herido y posteriormente licenciado, regresando a la capital. Además, el 20 de ese mismo mes fue ascendido a capitán.
Regresó al frente en marzo de 1867, a la zona de operaciones de Tuyutí, pero recibió la baja por enfermedad el 23 de ese mismo mes y año.
Terminada la guerra, el gobierno le confirió los cordones de Tuyutí como premio por haberse encontrado en tan memorable acción de guerra. Recibió además las medallas de plata conferidas por la Nación, la estrella del mismo metal otorgada por la provincia de Buenos Aires y las cruces de bronce y hierro que concedieron el Imperio del Brasil y la República Oriental del Uruguay.
En 1868 fue nombrado auxiliar de comisaría de una de las secciones policiales, cargo que desempeñó durante cuatro años, y más tarde, por otros nueve, varios puestos municipales.
Formó en la Legión Ciudadana de la Parroquia de la Concepción, al mando de su pariente Fermín Rodríguez, durante la Revolución del Parque, en 1890.

### Muerte
A principios de 1892 el mayor Urien fue incorporado al cuerpo de inválidos del ejército, falleciendo el 22 de febrero de ese mismo año como consecuencia de una enfermedad contraída durante la campaña paraguaya. Fue sepultado en el Cementerio del Norte.